# Суслы (Украина)
Су́слы (укр. Сусли) — село в Новоград-Волынском районе Житомирской области Украины.
Основано в 1577 году.
Население по данным 2023 года составляет 1008 человек. Почтовый индекс — 11775. Телефонный код — 4141. Занимает площадь 2,577 км².

## Известные персоналии
В селе родился советский математик З.И. Боревич.

## Адрес местного совета
11805, Житомирская область, Новоград-Волынский р-н, с. Суслы